# Akiéni flygplats
Akiéni flygplats är en stängd flygplats vid staden Akiéni i Gabon. Den ligger i provinsen Haut-Ogooué, i den östra delen av landet, 500 km öster om huvudstaden Libreville. Akiéni flygplats ligger 506 meter över havet. IATA-koden är AKE. Den öppnades 1974 men har sedan dess förfallit och stängts för kommersiell trafik.